# 최예슬 (축구 선수)
최예슬(1998년 12월 24일 ~ )은 미드필더로 활약하는 대한민국의 여자 축구 선수이다. 대한민국 여자 축구 국가대표팀의 일원이었다.